# Arnold Isako
Arnold Isako, aussi connu comme Arnold Issoko, né le 6 avril 1992, est un footballeur professionnel congolais. Il joue principalement au poste d'arrière droit, mais aussi comme  ailier droit. 

## Biographie
Après avoir réalisé l'essentiel de sa carrière au Portugal (il compte notamment plus de 80 apparitions en championnat du Portugal en trois saisons avec le Vitória Setúbal FC) puis en Inde avec le Mumbai City FC, il signe en 2019 avec le SM Caen, club français de Ligue 2. 
Il fait ses débuts en équipe nationale de la RD Congo lors d'un match amical avec la Roumanie en mai 2016. 